# ユーディ・メニューイン音楽学校
ユーディ・メニューイン音楽学校（英: The Yehudi Menuhin School）は、イギリス・サリーにある音楽学校である。1963年、世界的ヴァイオリニストのユーディ・メニューインにより設立された。
8歳から18歳までの約60人の生徒が在籍する。最低１つの楽器（弦楽器かピアノ）を非常に高いレベルでマスターし、通常の学業はもちろんのこと、特にクラシック音楽の演奏技術に対する研鑽を積むことを目標としている。

## 主な出身者
- ニコラ・ベネデッティ
- クロエ・ハンスリップ
- アリーナ・イブラギモヴァ
- ナイジェル・ケネディ
- タスミン・リトル
- ジャン＝マルク・ルイサダ
- 小野明子